# 旧制中等教育学校の一覧 (大阪府)
大阪府における旧制中等教育学校の一覧（きゅうせい ちゅうとう きょういくがっこう の いちらん）は、旧学制に基づく大阪府内の中等教育学校（旧制中等教育学校）をまとめた一覧。この項目においては尋常科（旧制中学校相当）を置いた旧制七年制高等学校を含むものとする。

## 旧制中学校

### 公立
- 欧学校（1873年：東大組）⇒ 集成学校 ⇒（1874年：東大組今橋へ移転）東進級学校・西進級学校 ⇒ 大阪府第一番中学校 ⇒ 大阪府中学校（1880年：廃校、私立として維持）⇒ 大阪師範学校別科大阪府中学校（1881年）⇒（1883年：独立、北区堂島浜通へ移転）府立大阪中学校 ⇒ 府立大阪尋常中学校 ⇒ 大阪府第一尋常中学校 ⇒ 大阪府第一中学校 ⇒ 大阪府堂島中学校 ⇒ 大阪府立堂島中学校 ⇒（1902年：北区北野芝田町へ移転）大阪府立北野中学校 ⇒（1931年：東淀川区十三南之町へ移転）⇒《新制・府立大手前高女と交流により共学化》大阪府立北野高等学校
- 大阪府第二尋常中学校（1895年：堺市甲斐町東）⇒（1896年：泉北郡向井村へ移転）⇒ 大阪府第二中学校 ⇒ 大阪府堺中学校 ⇒ 大阪府立堺中学校 ⇒《新制・府立堺高女と交流により共学化》大阪府立三国丘高等学校
- 大阪府第三尋常中学校（1895年：若江郡八尾村）⇒ 大阪府第三中学校 ⇒ 大阪府八尾中学校 ⇒ 大阪府立八尾中学校 ⇒《新制・府立八尾高女と交流により共学化》大阪府立八尾高等学校
- 大阪府第四尋常中学校（1895年：島下郡三島村）⇒（1897年：三島郡茨木村へ移転）⇒ 大阪府第四中学校 ⇒ 大阪府茨木中学校 ⇒ 大阪府立茨木中学校 ⇒《新制・府立茨木高女と交流により共学化》大阪府立茨木高等学校 ⇒ 大阪府立三島野高等学校 ⇒ 大阪府立茨木高等学校（1955年）
- 大阪府第五尋常中学校（1896年：東成郡西高津村）⇒（1897年：東区東平野へ移転）⇒ 大阪府第五中学校 ⇒ 大阪府天王寺中学校 ⇒（1919年：東成郡天王寺村へ移転）⇒ 大阪府立天王寺中学校 ⇒《新制・府立夕陽丘高女と交流により共学化》大阪府立天王寺高等学校
- 大阪府第六尋常中学校（1897年：泉南郡岸和田村）⇒ 大阪府第六中学校 ⇒ 大阪府岸和田中学校 ⇒ 大阪府立岸和田中学校 ⇒《新制・府立岸和田高女、府立佐野高女と交流により共学化》大阪府立岸和田高等学校
- 大阪府第七中学校（1901年：西区市岡町）⇒ 大阪府市岡中学校 ⇒ 大阪府立市岡中学校 ⇒《新制・府立市岡高女、大阪市立西華高女と交流により共学化》大阪府立市岡高等学校
- 大阪府第八中学校（1901年：南河内郡川西村）⇒ 大阪府富田林中学校 ⇒ 大阪府立富田林中学校 ⇒《新制・府立富田林高女と交流により共学化》大阪府立富田林高等学校 ⇒ 大阪府立富田林中学校・高等学校（2017年）
- 大阪府立池田中学校（1903年：開校前仮称「大阪府立第九中学校」、豊能郡池田町）⇒（1906年：廃校）
- 大阪府立四條畷中学校（1903年：北河内郡甲可村）⇒《新制・府立寝屋川高女と交流により共学化》大阪府立四條畷高等学校
- 大阪府立今宮中学校（1906年：南区馬渕町）⇒（1908年：南区宮津町へ移転）⇒《新制・府立泉尾高女学校、大阪市立南高女と交流により共学化》大阪府立今宮高等学校
- 大阪府立第十一中学校（1918年：北区北野茶屋町）⇒（1919年：東区東高津北之町へ移転）大阪府立高津中学校 ⇒《新制・府立清水谷高女と交流により共学化》大阪府立高津高等学校
- 大阪府立第十二中学校（1920年：東区 府立高津中学校内）⇒（1921年：東成郡生野村へ移転）大阪府立生野中学校 ⇒《新制・府立生野高女と交流により共学化》大阪府立生野高等学校 ⇒（1969年：松原市新堂町へ移転）
- 大阪府立第十三中学校（1921年：東成郡生野村 府立生野中学校内）⇒（1922年：豊能郡豊中村へ移転）大阪府立豊中中学校 ⇒《新制・府立豊中高女と交流により共学化》大阪府立豊中高等学校
- 大阪府立第十四中学校（1922年：堺市 府立堺中学校内）⇒ 大阪府立鳳中学校 ⇒（1923年：泉北郡鶴田村へ移転）⇒《新制・府立大津高女と交流により共学化》大阪府立鳳高等学校
- 大阪府立第十五中学校（1922年：北区 府立北野中学校内）⇒（1923年：東成郡住吉村へ移転）大阪府立住吉中学校 ⇒《新制・府立阿部野高女と交流により共学化》大阪府立住吉高等学校
- 大阪府立第十六中学校（1940年：天王寺区大道 大阪府立盲学校跡地）⇒（1941年：池田市畑へ移転）大阪府立池田中学校 ⇒《新制・府立豊中高女と交流により共学化》大阪府立池田高等学校
- 大阪市立中学校（1941年：此花区酉島町 酉島工業学校内）⇒（1943年：北河内郡枚方町へ移転）⇒《新制・大阪市立扇町高女と交流により共学化》大阪市立高等学校 ⇒（2022年：府に移管）大阪府立いちりつ高等学校
- 大阪府立第十七中学校（1942年：布施市 府立航空工業学校内）⇒ 大阪府立布施中学校 ⇒（1945年：布施市下小阪へ移転）⇒《新制・共学化》大阪府立布施高等学校

- 大阪市立汎愛中学校（1942年：東区淡路町）⇒《新制・大阪市立東高女と交流により共学化》大阪市立汎愛高等学校 ⇒（1950年：統合）大阪市立東高等学校 ⇒（1952年：分離独立）大阪市立汎愛高等学校 ⇒（1962年：城東区今津町中へ移転）⇒（2022年：府に移管）大阪府立汎愛高等学校

### 私立
- 三一小学校（1884年）⇒ 高等英学校 ⇒ 桃山学院 ⇒ 桃山学校 ⇒ 桃山中学校（1902年）⇒《新制》桃山中学校・高等学校 ⇒ 桃山学院中学校・高等学校（1949年）
- 淨土宗大阪支校（1890年）⇒（1906年：中学校令準拠）⇒ 上宮中学校（1912年）⇒《新制》上宮中学校・高等学校 ⇒ 上宮学園中学校・ 上宮高等学校（1967年）
- 浪速中学校（1923年）⇒《新制》浪速高等学校・中学校
- 日本大学大阪中学校（1927年）⇒《新制》大阪学園大阪中学校・高等学校 ⇒ 大阪高等学校
- 大阪偕行社中学校（1940年）⇒ 第二山水中学校 ⇒《新制》香里中学校・高等学校 ⇒ 同志社香里中学校・高等学校（1951年）
- 千里山中学校（1940年）⇒《新制・吹田市に移管》吹田市立千里山高等学校 ⇒（1950年：廃校）
- 高槻中学校（1941年）⇒《新制》高槻中学校・高等学校
- 高安中学校（1942年）⇒《新制》高安中学校・高等学校 ⇒（1949年：廃校）

## 高等女学校

### 公立
- 府立大阪師範学校附属裁縫場（1882年）⇒（廃止）附属女子師範科設置 ⇒（廃止）女学科設置 ⇒（1885年独立）大阪府女学校 ⇒ 大阪府高等女学校（1889年）⇒（大阪市に移管）大阪市立大阪高等女学校 ⇒ 大阪市立第一高等女学校 ⇒（1901年：府立移管で市立第一高女を廃校。新設）大阪府中之島高等女学校 ⇒ 大阪府立中之島高等女学校 ⇒（1902年：北区堂島浜通へ移転）大阪府立堂島高等女学校 ⇒（1910年：北区北梅田町へ移転）大阪府立梅田高等女学校 ⇒（1923年：東区大手前之町へ移転）大阪府立大手前高等女学校 ⇒《新制・府立北野中と交流により共学化》大阪府立大手前高等学校

- 大阪市立第二高等女学校（1900年：南区千年町）、大阪府第一高等女学校（1900年：東区清水谷東之町）⇒（1901年：両校を統合）大阪府清水谷高等女学校 ⇒ 大阪府立清水谷高等女学校 ⇒《新制・府立高津中と交流により共学化》大阪府立清水谷高等学校

- 大阪府立島之内高等女学校（1906年：南区千年町）⇒（1909年：南区天王寺夕陽丘町へ移転）大阪府立夕陽丘高等女学校　⇒（1934年：天王寺区北山町へ移転）⇒《新制・府立天王寺中と交流により共学化》大阪府立夕陽丘高等学校

- 大阪府立江戸堀高等女学校（1911年：西区江戸堀南通）⇒（1914年：西区市岡町へ移転）大阪府立市岡高等女学校 ⇒《新制・府立市岡中と交流により共学化》大阪府立港高等学校

- 堺女紅場（1874年：堺甲斐町東）⇒ 堺区立女学校 ⇒ 堺市立女学校（市立堺女学校）⇒ 大阪府堺市立堺高等女学校（1900年）⇒（1903年：車之町東へ移転）⇒（1912年：府に移管）大阪府立堺高等女学校 ⇒《新制・府立堺中と交流により共学化》大阪府立泉陽高等学校

- 大阪府堺市立堺女子手芸学校（1912年）⇒ 堺市立実科高等女学校（1918年）⇒ 大阪府堺市立高等女学校（1924年）⇒ 堺市立高等女学校 ⇒（1948年：府立堺中、府立堺高女に生徒を編入し廃校）→（1949年：跡地に堺市立百舌鳥高等学校〔現・大阪府立堺西高等学校〕が移転し後継校となる）
- 大阪府堺市立百舌鳥高等女学校（1943年：堺市百舌鳥赤畑町）⇒ 堺市立百舌鳥高等女学校 ⇒《新制》堺市立百舌鳥高等学校 ⇒（1949年：廃校になった堺市立高等女学校跡に移転）⇒ 堺市立堺高等学校（1951年：一次）⇒（1975年：堺市桃山台へ移転）⇒（1976年：共学化）⇒（1979年府に移管）大阪府立堺西高等学校

- 泉南郡立大阪府泉南高等女学校（1901年：泉南郡岸和田村）⇒（1915年：府に移管）大阪府立泉南高等女学校 ⇒ 大阪府立岸和田高等女学校（1928年）⇒《新制・府立岸和田中、府立佐野高女と交流により共学化》大阪府立和泉高等学校 ⇒（1971年：岸和田市土生町へ移転）

- 岸和田市立高等女学校 ⇒（1948年：府立岸和田中、府立岸和田高女に生徒を編入し廃校）

- 貝塚市立高等女学校 ⇒（1948年：大阪府立和泉高等学校、大阪府立佐野高等学校、貝塚市立高等学校に生徒を編入し廃校）

- 大阪府立第七高等女学校（1921年：西区市岡町 府立市岡高女内）⇒（1922年：西区泉尾町へ移転）大阪府立泉尾高等女学校 ⇒《新制・府立今宮中、大阪市立南高女と交流により共学化》大阪府立泉尾高等学校 ⇒（2018年：統合、大正区泉尾）大阪府立大正白稜高等学校

- 大阪市立南区高等女学校（1937年）⇒《新制・府立今宮中、府立泉尾高女と交流により共学化》大阪市立南高等学校 ⇒（2022年：府立移管）大阪府立桜和高等学校

- 富田林女紅場（1875年）⇒ 富田林高等小学校付設裁縫学校 ⇒ 大阪府富田林町外六ケ村学校組合立女子技芸学校 ⇒ 大阪府南河内郡立実科高等女学校 ⇒ 大阪府南河内郡立河南高等女学校（1918年）⇒（1921年府に移管）大阪府立河南高等女学校 ⇒ 大阪府立富田林高等女学校（1928年）⇒《新制・府立富田林中と交流により共学化》大阪府立河南高等学校

- 門真村他七ヶ町村学校組合立河北高等女学校（1909年：北河内郡門真村）⇒ 北河内郡立河北高等女学校（1911年）⇒（1920年：北河内郡豊野村大字秦へ移転）⇒（1921年府に移管）大阪府立河北高等女学校 ⇒ 大阪府立寝屋川高等女学校（1928年）⇒《新制・府立四條畷中と交流により共学化》大阪府立寝屋川高等学校

- 学校組合立養精高等小学校裁縫専修科（1898年）⇒ 養精裁縫学校 ⇒ 茨木町外八ケ村学校組合立三島女子技芸学校 ⇒ 茨木町外八ケ村学校組合立三島実科高等女学校 ⇒ 三島郡立三島実科高等女学校 ⇒ 三島郡立三島高等女学校（1918年）⇒ 大阪府三島高等女学校 ⇒（1921年府に移管）大阪府立三島高等女学校 ⇒ 大阪府立茨木高等女学校（1928年）⇒《新制・府立茨木中と交流により共学化》大阪府立春日丘高等学校

- 大阪府立第十一高等女学校（1922年：西区泉尾町 府立泉尾高女内）⇒（1923年：東成郡天王寺村へ移転）大阪府立阿部野高等女学校 ⇒《新制・府立住吉中と交流により共学化》大阪府立阿部野高等学校 ⇒ 大阪府立阿倍野高等学校（1954年）
  - （私立）燈影高等女学校 ⇒《新制》私立燈影女学院高等学校 ⇒（1950年：閉校、生徒は転入試験を経て阿倍野高等学校に転入）

- 大阪府立第十二高等女学校（1922年：西区泉尾町 府立泉尾高女内）⇒（1923年：東成郡生野村大字国分へ移転）大阪府立生野高等女学校 ⇒《新制・府立生野中と交流により共学化》大阪府立勝山高等学校 ⇒（1966年：生野区巽矢柄町へ移転）⇒（2020年：統合）大阪府立大阪わかば高等学校

- 大阪市立実践高等女学校（1921年：北区北扇町）⇒ 大阪市立高等女学校（1923年）⇒ 大阪市立扇町高等女学校 ⇒《新制・大阪市立中と交流により共学化》大阪市立扇町高等学校 ⇒（2008年：統合）大阪市立咲くやこの花高等学校
- 大阪市立中之島高等女学校（1946年）⇒《新制》大阪市立中之島高等学校 ⇒（1950年：大阪市立扇町高等学校に統合）

- 大阪府立第十三高等女学校（1927年：天王寺区北山町 女子師範附属小元校舎）⇒（1929年：中河内郡八尾町大字山本へ移転）大阪府立八尾高等女学校 ⇒《新制・府立八尾中と交流により共学化》大阪府立山本高等学校

- 北区実科女学校（1927年）⇒ 大阪市立実科高等女学校 ⇒ 大阪市立桜宮高等女学校（1934年）⇒《新制・共学化》大阪市立桜宮高等学校

- 大阪府立第十四高等女学校（1937年：東成区勝山通 府立生野高女内）⇒（1938年：豊中市大字桜塚へ移転）大阪府立豊中高等女学校 ⇒《新制・府立豊中中、府立池田中と交流により共学化》大阪府立桜塚高等学校

- 豊中市立豊中高等実践女学校（豊中市大池国民学校〈豊能郡克明第三尋常小学校〉に併設で1937年設置の実業学校〈文部省告示第126号 昭和12年3月24日付で、設置と4月開校を認可〉）⇒（1941年廃止〈文部省告示第346号 昭和16年3月13日付で、3月末の廃止を認可〉）⇒ 豊中市立高等女学校（1941年設置〈文部省告示第255号 昭和16年1941年3月13日付で、設置と4月開校を認可〉）⇒（1948年：府立桜塚高校、府立豊中高校に生徒を編入し廃校）

- 大阪府立第十五高等女学校（1941年：天王寺区で設立認可）⇒（1941年：泉北郡大津町大字豊中で開校）大阪府立大津高等女学校 ⇒《新制・府立鳳中と交流により共学化》大阪府立大津高等学校 ⇒ 大阪府立泉大津高等学校（1950年）

- 佐野村立裁縫学校（1903年：泉南郡佐野村）⇒ 佐野女子実業学校 ⇒ 町立佐野家政女学校 ⇒ 大阪府佐野実科高等女学校 ⇒（1934年：府へ移管）大阪府立佐野高等実践女学校 ⇒ 大阪府立佐野高等女学校（1941年）⇒《新制・府立岸和田中、府立岸和田高女と交流により共学化》大阪府立佐野高等学校

- 大阪府南河内郡黒山村外六箇村学校組合立黒山高等実践女学校（1924年：南河内郡黒山村）⇒（1929年府に移管）大阪府立黒山高等実践女学校 ⇒ 大阪府立黒山高等女学校（1941年）⇒《新制・共学化》大阪府立黒山高等学校 ⇒（1952年：南河内郡登美丘町へ移転）大阪府立登美丘高等学校

- 西区高等実修女学校（1921年）⇒ 大阪市立高等西華女学校 ⇒ 大阪市立西華高等女学校（1941年）⇒ 1947年専攻科が大阪市立女子専門学校（大阪市立大学生活科学部の前身）に移行。本科は募集停止し、1948年に形式上大阪市立西華高等学校に移行したうえで大阪市立西商業高等学校に統合。（現大阪府立桜和高等学校）

- 大阪市立下福島高等女学校 ⇒《新制》大阪市立下福島高等学校（1948年：大阪市立西商業高等学校に統合）（現大阪府立桜和高等学校）

- 大阪市立東区女学校（1923年）⇒ 大阪市立高等東女学校（1926年）⇒ 大阪市立東高等女学校（1941年）⇒《新制・大阪市立汎愛中と交流により共学化》大阪市立東高等学校 ⇒（2022年：府立移管）大阪府立東高等学校

- 大阪市立船場高等女学校（1942年）⇒《新制》大阪市立船場高等学校（学制改革直後に大阪市立東高等学校に統合）

- 大阪市立南第二女学校（1938年設置の実業学校、1945年3月末で廃校）⇒（1944年新設）大阪市立南第二高等女学校 ⇒《新制》大阪市立南第二高等学校（廃校）

- 池田町手芸女学校（1917年）⇒ 池田技芸女学校 ⇒（1942年：細河実科女学校、北豊島実科女学校を統合）⇒ 池田市立女子商業学校 ⇒ 池田市立高等女学校（1946年）⇒《新制・共学化》池田市立高等学校 ⇒（1979年：府に移管）大阪府立渋谷高等学校

- （私立）清友学園高等女学校（1941年：中河内郡曙川村）⇒《新制》清友学園高等学校・中学校 ⇒（1956年：中学校を廃止、八尾市に移管）八尾市立清友高等学校 ⇒（1979年：府に移管、八尾市千塚に移転、共学化）大阪府立清友高等学校 ⇒（2008年：統合、東大阪市池島町）大阪府立みどり清朋高等学校

### 私立
- 相愛女学校（1888年）⇒ 相愛高等女学校（1906年）⇒《新制》相愛中学校・高等学校
- 信愛女学校（1884年）⇒ 大阪信愛高等女学校（1908年）⇒《新制》大阪信愛学院中学校・高等学校
- 金蘭会女学校（1905年）⇒ 金蘭会高等女学校（1908年）⇒《新制》金蘭会中学校・高等学校
- 梅花女学校（1878年）⇒ 梅花高等女学校（1913年）⇒《新制》梅花中学校・高等学校
- 樟蔭高等女学校（1917年）⇒《新制》樟蔭中学校・高等学校
- 樟蔭東高等女学校（1936年）⇒《新制》樟蔭東中学校・高等学校 ⇒ アナン学園高等学校（2015年）
- 宣真高等女学校（1921年）⇒《新制》宣真高等学校
- 明浄高等女学校（1921年）⇒《新制》明浄学院中学校・高等学校 ⇒ 明浄学院高等学校（1968年）
- 天王寺高等女学校（1922年）⇒《新制》四天王寺中学校・高等学校
- 羽衣高等女学校（1923年）⇒《新制》羽衣学園中学校・高等学校
- 大谷裁縫女学校（1909年）⇒ 大谷高等女学校（1924年）⇒《新制》大谷中学校・高等学校
- 大谷裁縫女学校（1909年）⇒ 大谷女学校 ⇒ 第二大谷高等女学校（1936年）⇒ 東大谷高等女学校 ⇒《新制》東大谷中学校・高等学校 ⇒ 東大谷高等学校（1976年）
- 聖母女学院（1923年）⇒ 聖母女学院高等女学校（1925年）⇒《新制》聖母女学院中学校・高等学校 ⇒ 大阪聖母女学院中学校・高等学校 ⇒ 香里ヌヴェール学院中学校・高等学校（2017年）
- 静徳高等女学校（1926年）⇒ 浪花高等女学校（1932年）⇒《新制・合併》浪花女子中学校・高等学校 ⇒ 浪花女子高等学校（1988年）⇒ 金光藤蔭高等学校 ⇒ 関西福祉大学金光藤蔭高等学校 ⇒ 金光藤蔭高等学校（2019年）
  - 大軌商業専修女学校（1938年）⇒ 《新制・合併》浪花女子中学校・高等学校
  - 進修裁縫女学校（1922年）⇒ 《新制・合併》浪花女子中学校・高等学校
- 帝塚山学院高等女学校（1926年）⇒《新制》帝塚山学院中学校・高等学校
- 四條畷高等女学校（1926年）⇒《新制》四條畷学園中学校・高等学校
- ウヰルミナ女学校（1884年）⇒ ウヰルミナ女学校高等女学部（1927年）⇒ 大阪女学院高等女学部 ⇒《新制》大阪女学院中学校・高等学校
  - 大阪一致女学校（1889年）⇒ 浪華女学校 ⇒（1904年：ウヰルミナ女学校に合併）
- 永生女学校（1881年）⇒ 普溜（プール）女学校 ⇒ プール高等女学校（1929年）⇒ 聖泉高等女学校 ⇒《新制》プール学院中学校・高等学校
- 帝国高等女学校（1929年）⇒《新制》帝国女子高等学校 ⇒ 大阪国際滝井高等学校（1992年）⇒ 大阪国際大和田高等学校と統合、大阪国際中学校・高等学校開校・共学化（2022年）⇒ 廃校（2024年）
- 高等成蹊女学校（1933年）⇒ 大阪成蹊女学校 ⇒ 大阪成蹊高等女学校（1938年）⇒《新制》大阪成蹊女子高等学校
- 堺愛泉女学校（1922年）⇒ 愛泉高等女学校（1940年）⇒《新制》愛泉高等学校 ⇒ 堺女子高等学校 ⇒ 香ヶ丘リベルテ高等学校（2012年）
- 布施高等女学校（1940年）⇒《新制》布施女子高等学校 ⇒ 東大阪高等学校 ⇒ 敬愛女子高等学校 ⇒ 東大阪大学敬愛高等学校（2006年）
- 薫英女子学院（1931年）⇒ 薫英高等女学校（1941年）⇒《新制》薫英高等学校 ⇒ 大阪薫英女学院中学校・高等学校（1997年）
- 玉手山高等女学校（1942年）⇒《新制》玉手山高等学校 ⇒ 関西女子短期大学附属高等学校 ⇒ 関西福祉科学大学高等学校（1998年）
- 精華実践女学校（1926年）⇒ 精華高等女学校（1943年）⇒《新制》精華技芸高等学校 ⇒ 精華女子高等学校 ⇒ 精華高等学校（1996年）
- 淀之水女学校（1924年）⇒ 淀之水高等女学校（1944年）⇒《新制》淀之水高等学校 ⇒ 昇陽中学校・高等学校（2010年）
- 大阪住吉女学校（1941年）⇒ 大阪住吉女子商業学校 ⇒ 住吉高等女学校（1946年）⇒《新制》住吉学園高等学校 ⇒ 清明学院高等学校（2000年）
- 箕面学園高等女学校（1946年）⇒《新制》箕面学園中学校・高等学校 ⇒ 箕面学園高等学校（2010年）
- 燈影高等女学校 ⇒《新制》燈影女学院高等学校 ⇒ 1950年廃校。敷地は大阪府に買収され、隣接していた大阪府立阿部野高等学校拡張用地に充てられる。在校生は編入試験合格を条件に阿部野高校への編入が認められる。
- 北野高等女学校 ⇒ 正和高等女学校（1927年）
- 杉田女学校（1932年）
- 浪速高等女学校（-1920年）[1][2]

## 実業学校

### 府立
- 大阪府立今宮工業学校　⇒　大阪府立今宮工業高等学校　⇒　大阪府立今宮工科高等学校
- 豊能郡立農林学校　⇒　（府に移管）大阪府立園芸学校　⇒　大阪府立園芸高等学校
- 学校組合立黒山実業学校　⇒　（府に移管）大阪府立黒山農学校　⇒　大阪府立農芸高等学校
- 大阪府立堺工業学校　⇒　大阪府立堺工業高等学校　⇒　大阪府立堺工科高等学校
- 大阪府立佐野工業学校　⇒　大阪府立佐野工業高等学校　⇒　大阪府立佐野工科高等学校
- 大阪府立城東工業学校　⇒　大阪府立城東工業高等学校　⇒　大阪府立城東工科高等学校
- 大阪府立西野田工業学校　⇒　大阪府立西野田工業高等学校　⇒　大阪府立西野田工科高等学校
- 大阪府立航空工業学校　⇒　大阪府立布施工業高等学校　⇒　大阪府立布施工科高等学校
- 大阪府立淀川工業学校　⇒　大阪府立淀川工業高等学校　⇒　大阪府立淀川工科高等学校

※以下、学制改革後の府立移管
- 泉南郡貝塚実業補習学校（1939年）　⇒　泉南郡貝塚実業学校（1941年創立）　⇒　貝塚市立高等学校　⇒　（1949年府に移管）大阪府立貝塚高等学校
- （私立）京阪商業学校（1923年）　⇒　松下工業学校　⇒　財団法人松下学園松下工業学校　⇒　財団法人松下学園京阪高等学校　⇒　（1948年12月守口市に移管）守口市立京阪高等学校　⇒　（1963年府に移管）大阪府立京阪高等学校　⇒　大阪府立守口高等学校（2004年3月閉校）

### 大阪市立
- 大阪市立芦池女子商業学校　⇒　大阪市立芦池商業高等学校　⇒　大阪市立住吉商業高等学校に合併（廃校）
- 大阪市立生野工業学校　⇒　大阪市立生野工業高等学校　⇒　（2022年府へ移管）大阪府立生野工業高等学校
- 大阪市立泉尾工業学校　⇒　大阪市立泉尾工業高等学校　⇒　（2022年府へ移管）大阪府立泉尾工業高等学校
- 大阪市立泉尾工業専修学校　⇒　大阪市立泉尾第二工業学校　⇒　大阪市立泉尾第二工業高等学校（廃校）
- 大阪市立市岡商業学校　⇒　大阪市立市岡商業高等学校（廃校。後身は大阪市立大阪ビジネスフロンティア高等学校）
- 大阪市立扇町商業学校　⇒　大阪市立扇町商業高等学校　⇒　大阪市立扇町総合高等学校　⇒　大阪府立桜和高等学校（統合）
- 大阪市立大阪工業学校　⇒　大阪市立都島工業学校　⇒　大阪市立都島工業高等学校　⇒　（2022年府へ移管）大阪府立都島工業高等学校
- 大阪市立大阪工業学校付属工業補習夜学校　⇒　大阪市立都島第二工業学校　⇒　大阪市立都島第二工業高等学校　⇒　大阪府立都島工業高等学校定時制に再編
- 大阪市立大阪実業学校　⇒　大阪市立第七商業学校・大阪市立酉島工業学校の2校に分離
  - 大阪市立第七商業学校　⇒　大阪市立第七商業高等学校　⇒　大阪市立淀高等学校　⇒　大阪市立淀商業高等学校　⇒　大阪府立淀商業高等学校
  - 大阪市立酉島工業学校　⇒　大阪市立都島工業学校・大阪市立泉尾工業学校に合併（廃校）（⇒大阪市立都島工業高等学校・大阪市立泉尾工業高等学校）
- 大阪市立工芸学校　⇒　大阪市立工芸高等学校　⇒　（2022年府へ移管）大阪府立工芸高等学校
- 大阪市立実践商業学校　⇒　大阪市立天王寺第二商業高等学校（廃校。後身は大阪市立中央高等学校）
- 大阪市立住吉商業学校　⇒　大阪市立住吉商業高等学校　⇒　（2022年府へ移管）大阪府立住吉商業高等学校
- 大阪市立天王寺商業学校　⇒　大阪市立天王寺商業高等学校（廃校。後身は大阪市立大阪ビジネスフロンティア高等学校）
- 大阪市立東商業学校　⇒　大阪市立東商業高等学校（廃校。後身は大阪市立大阪ビジネスフロンティア高等学校）
- 大阪市立中之島女子商業学校　⇒　大阪市立中之島商業高等学校（廃校。後身は大阪市立扇町商業高等学校）（現大阪府立桜和高等学校）
- 大阪市立浪華女子商業学校　⇒　大阪市立浪華商業高等学校（廃校。後身は大阪市立東商業高等学校）
- 大阪市立西商業学校　⇒　 大阪市立西商業高等学校　⇒　大阪市立西高等学校　⇒　大阪府立桜和高等学校（統合）
- 大阪市立御津女子商業学校　⇒　大阪市立御津商業高等学校（廃校。後身は大阪市立天王寺商業高等学校）

### その他の市立
- 堺市立工業学校　⇒　堺市立工業高等学校（廃校。後身は堺市立堺高等学校）
- 堺市立堺商業学校　⇒　堺市立商業高等学校（廃校。後身は堺市立堺高等学校）
- 岸和田市商業学校　⇒　岸和田市立産業高等学校
- （私立）日新商業学校　⇒　（新制高校設置時に布施市に移管）布施市立日新高等学校　⇒　（布施市など3市の合併で）東大阪市立日新高等学校
- 泉南郡組合立泉南女子農芸学校　⇒　1948年学制改革時に廃止

### 私立
- 大阪大倉商業学校　⇒　関西大倉高等学校
- 大阪城東商業学校　⇒　大阪城東大学附属高等学校　⇒　大阪商業大学附属高等学校　⇒　大阪商業大学高等学校
- 大阪女子商業学校　⇒　朝陽高等学校　⇒　大阪女子商業高等学校　⇒　大阪女子高等学校　⇒　あべの翔学高等学校
- 大阪商業学校　⇒　大阪商業高等学校　⇒　大商学園高等学校
- 大阪鉄道学校　⇒　大阪鉄道高等学校　⇒　大阪産業大学高等学校　⇒　大阪産業大学附属高等学校
- 大阪初芝商業学校　⇒　初芝商業高等学校　⇒　初芝高等学校　⇒　初芝立命館高等学校
- 大阪府福島商業学校　⇒　履正社中学校　⇒　履正社高等学校　⇒　摂津高等学校　⇒　大阪福島商業高等学校　⇒　履正社高等学校
- 大阪商科女学校　⇒　大阪福島女子商業学校　⇒　好文学園女子高等学校
- 大阪貿易語学校　⇒　大阪貿易学院高等学校　⇒　開明高等学校
- 関西工業学校　⇒　摂南学園高等学校　⇒　大阪工業大学高等学校　⇒　常翔学園高等学校
- 関西甲種商業学校　⇒　関西大学付属第一高等学校　⇒　関西大学第一高等学校
- 興國商業学校　⇒　興國商業高等学校　⇒　興國高等学校
- 此花商業学校　⇒　此花商業高等学校　⇒　此花学院高等学校　⇒　大阪偕星学園高等学校
- 城南女子商業専修学校　⇒　城南学園高等学校
- 修成工学校　⇒　修成工業学校　⇒　修成高等学校（1951年廃校）
- 城北商業学校　⇒　大阪天満高等学校　⇒　太成高等学校　⇒　太成学院大学高等学校
- 成器商業学校　⇒　成器商業高等学校　⇒　成器高等学校　⇒　大阪学芸高等学校・附属中学校・大阪学芸中等教育学校
- 大鉄工業学校　⇒　大鉄高等学校　⇒　阪南大学高等学校
- 東亜電気通信工学校　⇒　大阪電気通信高等学校　⇒　 大阪電気通信大学高等学校
- 浪速工業学校　⇒　浪速工業高等学校　⇒　星翔高等学校
- 浪華商業学校　⇒　浪華商業高等学校　⇒　浪商高等学校　⇒　大阪体育大学浪商高等学校、大阪青凌高等学校
- 日本工業学校　⇒　大阪理工科大学附属高等学校　⇒　近畿大学附属高等学校
- 北陽商業学校　⇒　北陽商業高等学校　⇒　北陽高等学校　⇒　関西大学北陽高等学校
- 明星学校　⇒　明星商業学校　⇒　明星中学校・高等学校
- 淀川女子商業学校　⇒　淀川高等学校　⇒　淀川女子高等学校　⇒　英真学園高等学校

## その他
- 大阪府立夜間中学（1933年）　⇒　大阪府立市岡夜間中学　⇒　大阪府立第二中学校　⇒　大阪府立市岡高等学校定時制課程（1998年廃止〈閉課程〉）
- 大阪府立高津夜間中学（1934年）　⇒　大阪府立高津第二中学校[3]　⇒　大阪府立高津高等学校定時制課程（1999年廃止〈閉課程〉）
- 大阪府立北野夜間中学　⇒　大阪府立北野第二中学校　⇒　大阪府立北野高等学校定時制課程（2007年廃止〈閉課程〉）
- 大阪府立今宮夜間中学　⇒　大阪府立今宮第二中学校　⇒　大阪府立今宮高等学校定時制課程（1998年廃止〈閉課程〉）
- 自彊学院夜間中学部・夜間中学自彊学院　⇒　自彊学院中等学校
- 日本大学大阪夜間中学　⇒　日本大学大阪第二中学校　⇒　大阪学園大阪高等学校定時制
- 大阪市立南第二女学校（1938年） ⇒ 大阪市立南第二高等女学校 ⇒ 大阪市立南第二高等学校（夜間定時制課程単独設置校、大阪市立南高等学校と時間差で校舎共有。1986年3月閉校）
- 扇町夜間女学校 ⇒ 恵星高等女学校 ⇒ 恵星女子高等学校 ⇒ 大阪女学院第二高等学校（夜間定時制。1971年休校、のち廃校）

## 旧制七年制高等学校

### 公立
- 大阪府立浪速高等学校尋常科（1926年：豊能郡豊中村）⇒（1944年：尋常科の募集を停止）⇒（1949年：高等科を大阪大学に併合）